# Миронов, Феофан Кузьмич
Феофан Кузьмич Миронов (?—?) — донской казак, анархо-махновец, командир Революционной повстанческой армии Украины (РПАУ). Родной брат командира 2-й Конной армии Ф. К. Миронова.

## Биография
Родился на хуторе Буерак-Сенюткин, станицы Усть-Медведицкая Области Войска Донского в семье казака.
В 1918 году вступил в повстанческий красный отряд.
В июне 1919 года вступил в ряды РПАУ, в этом же месяце вступил в Нововспасовскую группу анархистов-коммунистов. После реорганизации РПАУ в августе 1919 года, в сентябре был избран начальником штаба 2-го Азовского корпуса РПАУ в этой должности он пробыл до декабря 1920 года. В октябре 1919 года был арестован ЧК и отправлен в тюрьму в город Балашов Саратовской губернии. 9 октября по решению ЧК Феофана освободили из под ареста. В начале ноября 1919 года командовал 5-м полком 2-го Азовского корпуса, который был создан для освобождения Гуляйполя от деникинцев.
К началу боевых действий РПАУ против красных в ноябре 1920 года, РПАУ уже очередной раз была реорганизована. Феофан остался начальником штаба, но уже Азовской группы РПАУ.

## Комментарии
1. ↑  В "Протоколе распорядительного заседания Чрезвычайного трибунала" от 9 октября 1919 года назван Феофилом[1].